# Who’s That Girl (Madonna-dal)
A Who’s That Girl című dal az amerikai énekesnő Madonna első kimásolt kislemeze az azonos címet viselő Who’s That Girl című filmzene albumáról. A dal 1987. június 29-én jelent meg, mely később felkerült a 2009-es Celebration című válogatás lemezre is. Madonna a Slammer című film forgatása közben felkérte Patrick Leonardot, hogy készítsen egy uptempójú dalt, mely közel áll a filmhez. Később Madonna dalszövegeket írt, majd felénekelte a dalt egy demóra, és átnevezte a filmet "Who’s That Girl"-re.
A dalban dobok, basszusgitár, húros hangszerek szerepelnek. A "Who’s That Girl" című dallal Madonna folytatta a spanyol kultúra elbűvölését, a spanyol dalszövegek beépítésével az angol nyelvű szöveg mellé. A zenekritikusok jól fogadták a dalt, és egyes kritikusok összehasonlították Madonna korábbi dalaival, mint a "La Isla Bonita-val, míg mások felejthetőnek vélték. A "Who’s That Girl" Madonna 6. kislemeze volt az amerikai Billboard Hot 100-as listán, miközben Kanadában, Hollandiában, Írországban, és Belgiumban listavezető volt a dal. A dalt jelölték a "Best Song From A Motion Picture" (Legjobb dal egy mozifilmből) kategóriára az 1988-as Grammy-díj és Golden Globe Díjkiosztón.
A videoklipben Madonna más személyiségként van ábrázolva. A dal a spanyol kultúrát is magában foglalja, a spanyol stílusban öltözött fiatal hölgyként. A dalt Madonna először a Who’s That Girl világturnén adta elő 1987-ben, majd a Rebel Heart világturnén 2015–2016-ban. A dalt számos művész feldolgozta, és megjelentette.

## Előzmények és összetétel
Madonna 1986-ban forgatta harmadik filmjét, a Who’s That Girl címűt, melynek korábban Slammer volt a neve. Úgy gondolta, hogy szükség van dalokra, a film hangzásához, és felvette a kapcsolatot Patrick Leonard-dal, és Stephen Bray-vel, akik harmadik stúdióalbumát, a True Blue címűt is készítették. Madonna elmondta nekik, hogy egy uptempójú dalra gondolt. Egy csütörtöki napon kezdte el a munkát Leonard, majd a felvett anyagot átadta Madonnának, aki a hátsó szobában elkészítette a dallamot, és megírta a dalszöveget, míg Leonard a dal többi részén dolgozott.
A dalszövegek megírása után Madonna kijelentette, hogy azt akarja, hogy a dal a "Who’s That Girl" nevet kapja a Slammer helyett, és a film címét is erre változtatta át, tekintettel, hogy jobban hangzik. Fred Bronson a The Billboard Book of Number 1 Hits című könyv szerzője kifejtette, hogy a dalt egy nap alatt rögzítették, majd további gitár, és ütős hangszereket adtak hozzá a dalhoz. A film zenéjének fejlesztésével kapcsolatban Madonna ezt mondta.

"Volt néhány konkrét ötletem a zenéről, mely támogathatja, és továbbfejlesztheti a képernyőn zajló eseményeket. Ennek az a módja, ha kéz a kézben megírom a dallamokat. [...] A dalok nem feltétlenül Nikki-ről szólnak (a filmben szereplő karakter neve), hanem olyanoknak írták, aki el tudja énekelni őket, de a zene az egy olyan dolog, amely mind a filmet mind a karaktert egyesíti". 

A dal Madonna tipikus stílusában van komponálva, mely dobgépet, basszus szintetikus hangokat, és  húros hangszereket tartalmaz. A dal három része, legfőképpen a közép rész, amikor Madonna a "what can help me now" című szöveget énekli, a kórus és a verse erősen együtt mozognak. A kórus kísérteties hatással bír. A Musicnotes.com által a dal A-minorban van írva, és 104 BPM / perc ritmusú. Madonna énekhangja G3-B4 között van. A dal az Am 9 –G – C sus2 – Am 9 –G – Dm alapszekvenciáját követi az akkord előrehaladtával.
A dal megvilágítja Madonna érdeklődését a spanyol kultúra iránt, mely folytatódott a "La Isla Bonita" című dal megjelenése után is, hiszen spanyol kifejezések is hallhatóak a dalban. A dalban olyan hanghatások is feltűnnek, melyeket korábban olyan együttesek használtak, mint a The Beach Boys "God Only Knows" (1966), R.E.M. "Fall On Me" (1986) vagy a "Near Wild Heaven" (1991) című dalokban. A "Who’s That Girl" ezt a hatást gyakorolja az utolsó kórus részre, ahol három vagy négy különféle vokális rész fonódik össze.

## Kritikák
Rikky Rooksby a The Complete Guide to the Music Madonna című könyvében kifejtette, hogy a dal Madonna eredeti zenei stílusát követi. Stephen Thomas Erlewine AllMusic megjegyezte, hogy a "Who’s That Girl" és a Causing a Commotion mellett Madonna legjobb dalai nem szerepelnek. Hasonló gondolatokat osztott meg Richard LeBeau is. J. Randy Traborrelli arról írt, hogy a dalt Madonna alapvető esszenciális dalának nevezte, mely funky stílusú, pimasz, de dallamos, latin akcentussal.  A Slant Magazintól Ed Gonzales azt mondta, hogy "kalóriamentes ízesítő" a "La Isla Bonita" kellemes érzékenysége után. [...] a zene fülbemászó, anélkül hogy bármilyen határon túlmenne. A Rolling Stone fényes pop-dalnak nevezte, mely sokkal sikeresebb lett, mint a hozzá kapcsolódó film. A Queerty online magazin szerint a dal elég egyszerű ahhoz hogy Madonna meggyőzően teljesítsen, de elég fülbemászó hogy a rajongók ne felejtsék el.
A dal a 61. helyen szerepel a 100 legnagyobb Madonna dal listáján. Enio Chinola  PopMatters.com oldaltól a dalt Madonna karrierjének 15. kislemezének egyikévé nyilvánította, mondván, hogy az "insta-party" kezdetektől megvan. 2018 augusztusában a Billboard szerint a 62. legnagyobb Madonna dal a Who’s That Girl. Andrew Unterberger szerint a dalt Madonna kiterjesztette a "La Isla Bonita" spanyol és latin stílusára, hasonló fertőző kórusokkal, melyek tükrözik Madonna és Patrick Leonard szikrázó produkcióját. A The Guardian szerint a "La Isla Bonita" jobb dal volt. A Gay Star News-től Joe Morgan elmondta, hogy nem ez volt a legjobb alkalom, amikor láttuk a dal spanyol befolyását, de nem is a legrosszabb. Nagyszerű szórakoztató dal, de felejthető. Matthew Jacobs a HuffPost-tól a Madonna kislemezek végleges rangsorolása szerint az 52. helyre sorolta a dalt, és Madonna legkevésbé emlékezetes slágerének nevezte. 2019-ben Samuel R. Murrian az énekes száz legjobb dalának listáján a 32. helyre szánta a dalt. A dal nem a korszak legjobb dala, mint például a "La Isla Bonita" vagy az "Open Your Heart". A dalt Grammy-díjra jelölték mint a legjobb filmzene kategória 1988-ban, valamint a 45. Golden Globe díjátadón is, mint a legjobb eredeti dal.

## Sikerek
A "Who’s That Girl" 1987 júniusában jelent meg az Egyesült Államokban, és a 43. helyen debütált a Billboard Hot 100-as listán, majd a 7. hét után a slágerlista első helyezését érte el. Összesen 16 hétig volt helyezett a slágerlistán. Ez volt Madonna 6. első helyezést elért dala az Egyesült Államokban, így ő volt az első olyan női művész a 80-as években, aki hat első helyezést elért dalt produkált az amerikai slágerlistára. A dal a Hot Dance Club lista 44. helyezését érte el. 2000-ben a dalt a 10. helyre rangsorolták Madonna kedvenc dalainak listáján. Kanadában a dal 1987. július 11-én lépett be az RPM kislemezlistára, a 83. helyre. Egy hétre rá augusztus 29-én a 23. helyre került. Az RPM 1987. évi összesített listáján a dal a 12. helyen szerepelt.
Az Egyesült Királyságban a dal 1987. július 14-én jelent meg, és 3. helyen debütált a brit kislemezlistán, majd a következő héten első helyezést érte el. Ez volt Madonna 5. első helyezést elért dala az országban. A hivatalos becslések szerint a kislemezből 380.000 példányt értékesítettek, és ezáltal ezüst minősítést kapott a dal a Brit Hanglemezgyártók Szövetsége-től. A dal a toplisták élén volt Belgiumban, Írországban, Hollandiában is. Top 5-ös volt Ausztriában, Franciaországban, Németországban, Norvégiában, Svédországban, és Svájcban is. A Syndicat National de l'Édition Phonographique (SNEP) arany minősítéssel jutalmazta a dalt az 500 000 eladott példányszám alapján. A dal Új-Zélandn, és Dél-Afrikában is Top 10-es sláger volt.

## Videóklip
A dalhoz készült klipet két nap alatt forgatták az A&M Soundstage-nál, a kaliforniai Hollywood-ban. Madonna elegáns platinaszőke frizurát viselt, mellyel a 30-as évek hollywoodi screwball komédia hősnőjének újjáélesztése ihlette. A spanyol stílusú megjelenésével folytatta a „La Isla Bonita” videójának történetét, ezúttal kisfiús öltözetben, egy széles karimájú spanyol kalapban, és bolero dzsekiben, mely később divatossá vált a fiatalok körében.
A videoklipet Peter Rosenthal rendezte. A klip azzal kezdődik, hogy Madonna belép egy parkba, ahol két gyermekkel és egy tizenéves fiúval találkozik, akikkel elkezdenek barangolni a park körül, miközben Madonna énekli a dalt. Ezeket a jeleneteket felváltják Nikki Fynn rajzos jelenetei, melyben Madonnát ábrázolják. A videóban Madonna és a gyerekek egyiptomi kincses koporsót keresnek, majd egy jósnő kártyát mutat feléjük, és megjelenik a rajzfilm figura. Madonna kinyitja a koporsót, melyben megtalálja a hatalmas gyémántot, majd boldogan nézi a gyerekeket. A videó végén folytatódik a tánc.
A videóban Madonna nem az igazi énjét mutatja meg. Vincent Canby The New York Times szerint Madonna akkoriban bátrabb és pragmatikus volt személyiségével és megjelenésével kapcsolatban, mellyel Marilyn Monroe-ra emlékeztet Jean Harlow rajzfilmes kitalációjával.  A videóban Madonna nem mutatja igazi énjét, vagy nem reklámozza a filmet, melyre kifejezetten épült a dal. Ehelyett a videó első felében ábrázolt Madonna humoros, félrevezethető személyiségére összpontosított.

## Élő fellépések és feldolgozások

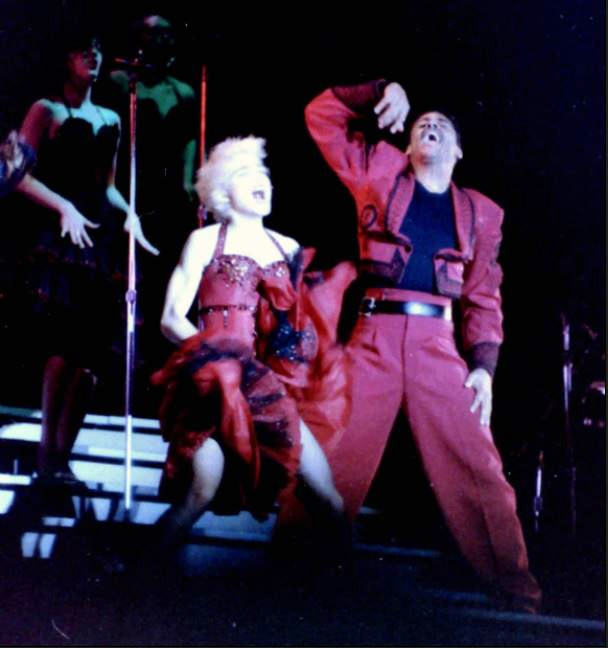
Madonna előadja a dalt (1987)

Madonna két világturnén adta elő a dalt. Először az 1987-es Who’s That Girl World Tour-on ráadásként, melyen Madonna fényes vörös flamenco ruhában lépett a színpadra Niki Haris, Donna De Lory és Debra közreműködésével. A turnénak két változatát rögzítették. Az egyik a Who’s That Girl: Live in Japan, melyet Tokióban, 1987. június 22-én rögzítettek. A másik a Ciao Italia: Live from Italy című kiadvány, melyet szeptember 4-én vettek fel Torinoban. Madonna majd 30 évvel később előadta a dal akusztikus változatát a Rebel Heart Tour-on. Az előadáson cigány ruhákba öltözött, mely kendőből, csipkekesztyűből, hosszú fekete szoknyából, selyem rojtokból, selyemvirágokkal tűzdelt kalapból, magas sarkú térdig érő bőrből készült csizmából állt. A dal után Madonna azt mondta, hogy a pokolra kell jutnia ahhoz, hogy elismerje, ki az a titkos lány a dalban.

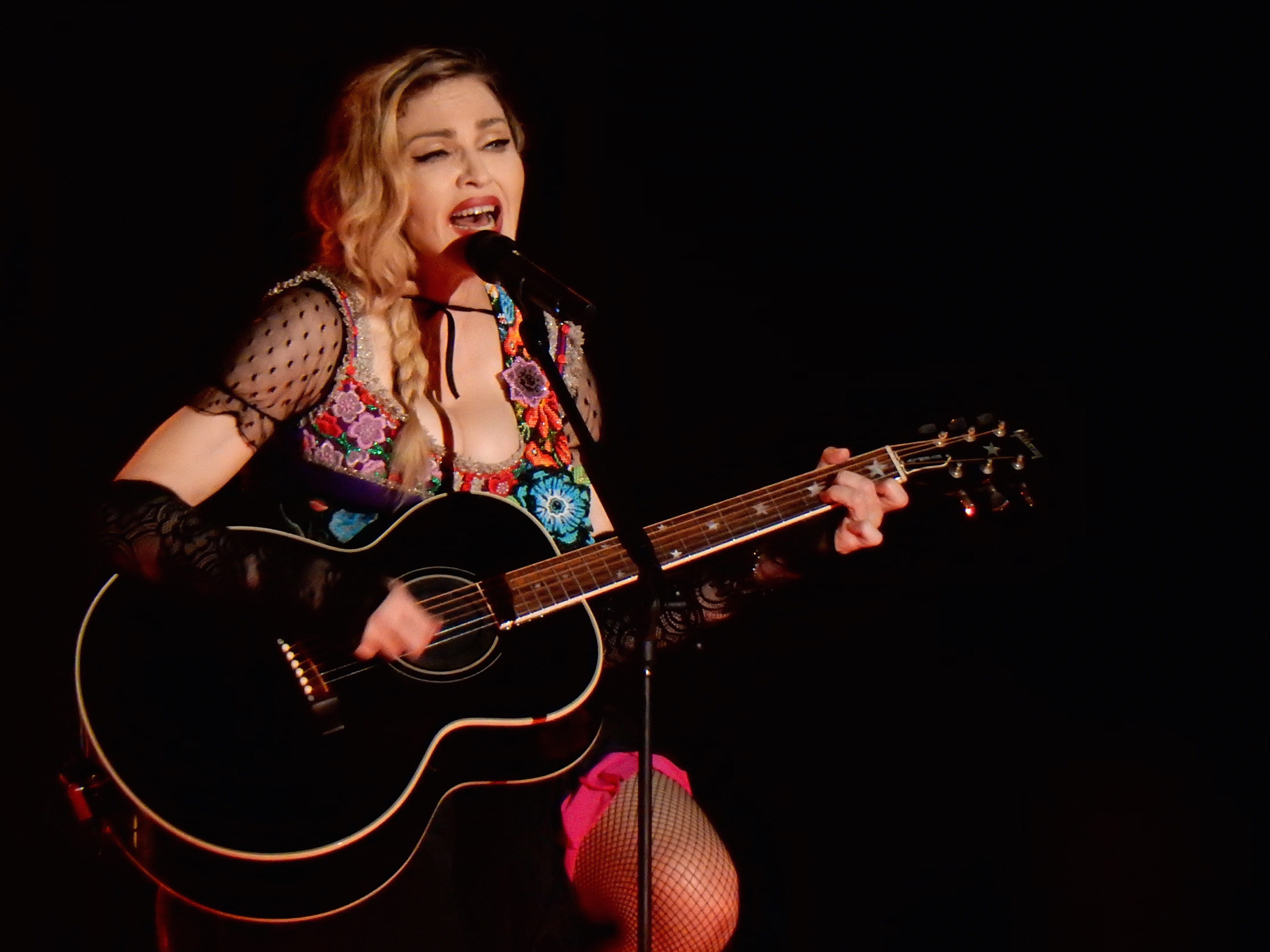
Madonna előadja a dalt a Rebel Heart turnén Washingtonban (2015)

A dalt 1999-ben a The Countdown Singers dolgozta fel a Hit Parade of 80's Vol. 2. című albumukra. A Royal Filharmonikus Zenekar a dal instrumentális változatát vette fel 1998-as Material Girl: RPO Plays Music of Madonna című lemezükre. A német Eva Mattes 2006-ban rögzítette a dalt Language of Love című albumára. 2007-ben a The Bubonic Plague vette fel a dalt saját változatában, mely a Thrugh the Wilderness című albumukon található.

## Számlista
| - European 7" Single 1. "Who’s That Girl" – 3:58 2. "White Heat" – 4:40 - UK 12" Single / Limited Edition 12" Picture Disc 1. "Who’s That Girl" (Extended Version) – 6:29 2. "White Heat" (LP Version) – 4:40 | - US 12" Single/UK Limited Edition 12" 1. "Who’s That Girl" (Extended Version) – 6:29 2. "Who’s That Girl" (Dub Version) – 5:07 3. "White Heat" (LP Version) – 4:40 - Germany / UK CD Maxi Single (1995)' 1. "Who’s That Girl" (Extended Version) – 6:29 2. "White Heat" – 4:40 |

## Közreműködő személyzet
- Madonna – dalszövegek , producer, ének
- Patrick Leonard – dalszövegek, producer
- Michael Barbiero – további produkció, mix
- Steve Thompson – további produkció, mix

## Slágerlista
| Slágerlista (1987-1988)               | Legjobb helyezések |
| ------------------------------------- | ------------------ |
| Australia (Kent Music Report)         | 7                  |
| Ausztria (Ö3 Austria Top 40)          | 4                  |
| Belgium (Ultratop 50 Flanders)        | 1                  |
| Kanada Top Singles (RPM)              | 1                  |
| Denmark (Hitlisten)                   | 1                  |
| Franciaország (Single Top 100)        | 2                  |
| Németország (Media Control Charts)    | 2                  |
| Iceland (RÚV)                         | 6                  |
| Írország (IRMA)                       | 1                  |
| Israel (IBA)                          | 1                  |
| Italy (FIMI)                          | 1                  |
| Hollandia (Top 40)                    | 1                  |
| Hollandia (Single Top 100)            | 2                  |
| Új-Zéland (Recorded Music NZ)         | 2                  |
| Norvégia (VG-lista)                   | 2                  |
| Poland (LP3)                          | 1                  |
| Portugal (AFP)                        | 1                  |
| Spain (PROMUSICAE)                    | 6                  |
| Svédország (Sverigetopplistan)        | 2                  |
| Svájc (Schweizer Hitparade)           | 2                  |
| Egyesült Királyság (UK Singles Chart) | 1                  |
| US Billboard Hot 100                  | 1                  |
| US Adult Contemporary (Billboard)     | 5                  |
| US Hot Dance Club Songs (Billboard)   | 44                 |
| US Hot R&B/Hip-Hop Songs (Billboard)  | 78                 |
| US Rhythmic (Billboard)               | 1                  |
| Zimbabwe (ZIMA)                       | 2                  |

| Slágerlista (1987)                   | Helyezés |
| ------------------------------------ | -------- |
| Australia (Kent Music Report)        | 66       |
| Canada Top Singles (RPM)             | 12       |
| Germany (Official German Charts)     | 22       |
| Netherlands (Single Top 100)         | 9        |
| Switzerland (Schweizer Hitparade)    | 10       |
| UK Singles (Official Charts Company) | 20       |
| US Billboard Hot 100                 | 42       |
| US Dance Club Songs (Billboard)      | 48       |

## Minősítések
| Ország                   | Minősítés | Eladás  |
| ------------------------ | --------- | ------- |
| Egyesült Királyság (BPI) | ezüst     | 380.000 |
| Japán (Oricon)           |           | 35.650  |
| Franciaország (SNEP)     | arany     | 500.000 |